# 聚叶角蒿
聚叶角蒿（学名：Incarvillea potaninii）为紫葳科角蒿属的植物。分布在蒙古以及中国大陆的内蒙古等地，一般生于石山半坡上，目前尚未由人工引种栽培。